# Francesco Cesarei Leoni
Francesco Cesarei Leoni (ur. 1 stycznia 1757 w Perugii, zm. 25 lipca 1830 w Jesi) – włoski kardynał.

## Życiorys
Urodził się 1 stycznia 1757 roku w Perugii. Studiował na Uniwersytecie w Perugii, gdzie uzyskał doktorat utroque iure. Następnie został audytorem Roty Rzymskiej. 25 sierpnia 1797 roku przyjął święcenia diakonatu, a dwa dni później – prezbiteratu. Pełnił funkcję regenta Penitencjarii Apostolskiej i dziekana Roty Rzymskiej. 8 marca 1816 roku został kreowany kardynałem in pectore. Jego nominacja na kardynała prezbitera została ogłoszona na konsystorzu 28 lipca 1817 roku i nadano mu kościół tytularny Santa Maria del Popolo. Tego samego dnia został biskupem Jesi, a 24 sierpnia przyjął sakrę. Zmarł 25 lipca 1830 roku w Jesi.